# Castell de Corbera (Ribera Baixa)
El castell de Corbera (Corbera, Ribera Baixa) és una edificació militar andalusina i medieval cristiana que va estar en ús fins a la primera meitat del segle xvi, ja que fou destruïda durant la guerra de les Germanies en juny de 1521. Les excavacions arqueològiques realitzades en octubre i novembre de 2017, han tret a la llum diversos materials ceràmics tardoromans, islàmics, medievals i renaixentistes, així com ceràmica prehistòrica corresponent a període del Bronze valencià. És una obra protegida com a bé d'interès cultural.

## Estructura
La fortalesa de Corbera conserva una planta típicament islàmica. Té forma ovalada i estreta, els seus murs s'adeqüen a l'orografia de la muntanya buscant les corbes de nivell i la muralla queda disposada en forma de serra dentada amb entrants i eixits, Les parts del Castell queden molt ben definides destacant l'accés a la fortalesa obstaculitzat pels murs de la barbacana que dirigeixen l'entrada al recinte en ziga-zaga. L'entrada a la fortalesa és, per tant, en doble colze. L'accés ens du al cos de guàrdia i des d'allí s'arriba a la celoquia que és la zona principal de la fortificació, situada al centre d'un gran albacar que està protegit per les muralles principals. La celoquia era un edifici quadrangular d'uns 20x20 metres i de diverses plantes on, a l'interior, hi havia diferents estances, situades totes al voltant d'un pati central, on hi havia un gran aljub i un pou. Just al costat hi ha altres estances.

## Excavacions
El 2017 es feren les primeres excavacions arqueològiques promogudes per la Diputació de València, propietària de la fortalesa. Les excavacions, dirigides per Miquel Gómez Sahuquillo i dutes a terme per l'empresa Carpetània Integra, SLL, de Motilla Palancar (Conca), han tret a la llum noves dependències que es trobaven al castell i que apareixen descrites a la documentació foral, així com estructures pertanyents a edificacions anteriors. A partir de 2018 comencen els treballs de consolidació dels seus murs. El 2022 s'activa la consolidació dels murs de la muntanya.

## Documentació històrica
Des del punt de vista històric, el castell de Corbera apareix documentat com a una fortalesa important en temps del Cid. Així ho arrepleguen algunes cròniques com la Crónica general de España. Ramon Muntaner anomena el castell en la seua crònica i apareix en les donacions del Llibre del repartiment del segle xiii. Durant el segle xiv fou assetjat pels castellans, però la desfeta del castell tingué lloc amb la batalla del castell de Corbera entre els realistes i els agermanats el 21 de juny de 1521, durant la revolta de les Germanies. La fortalesa fou incendiada i destruïda en bona part. A partir del 1580 hi ha intents per avaluar la possibilitat de la seua reconstrucció i fer obres, però mai es dugueren a terme i el castell quedà completament abandonat.

## Detalls arquitectònics

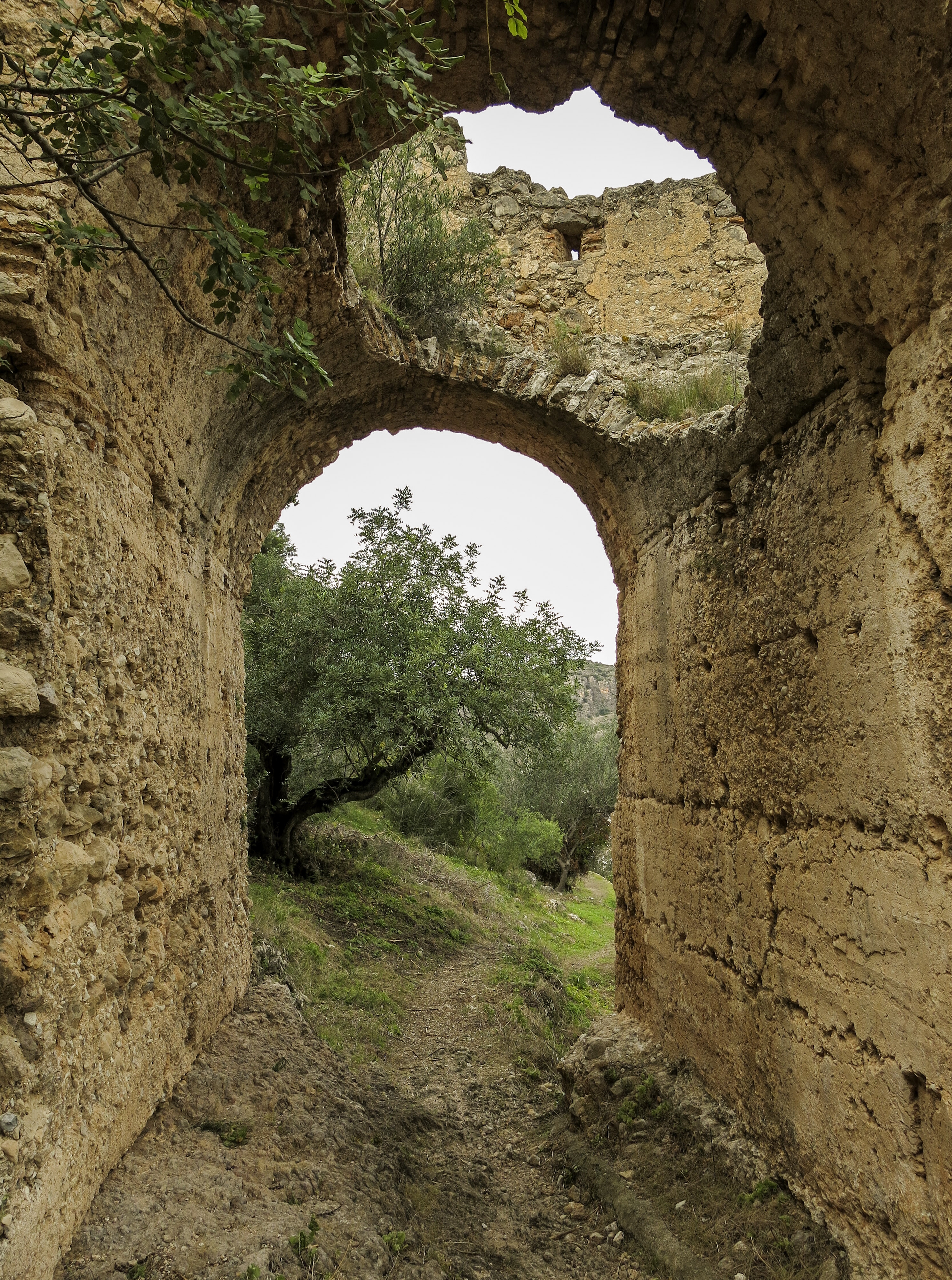
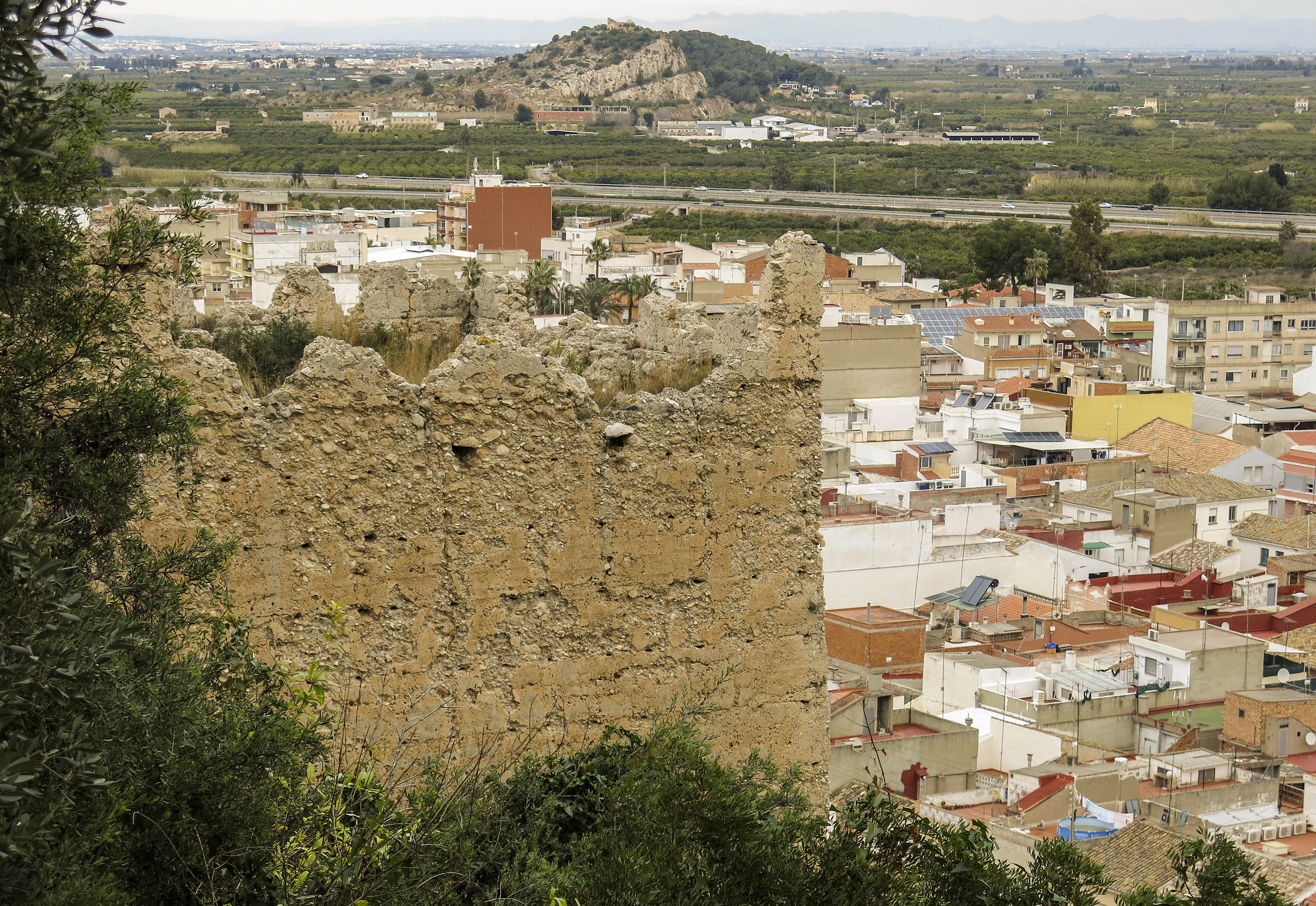
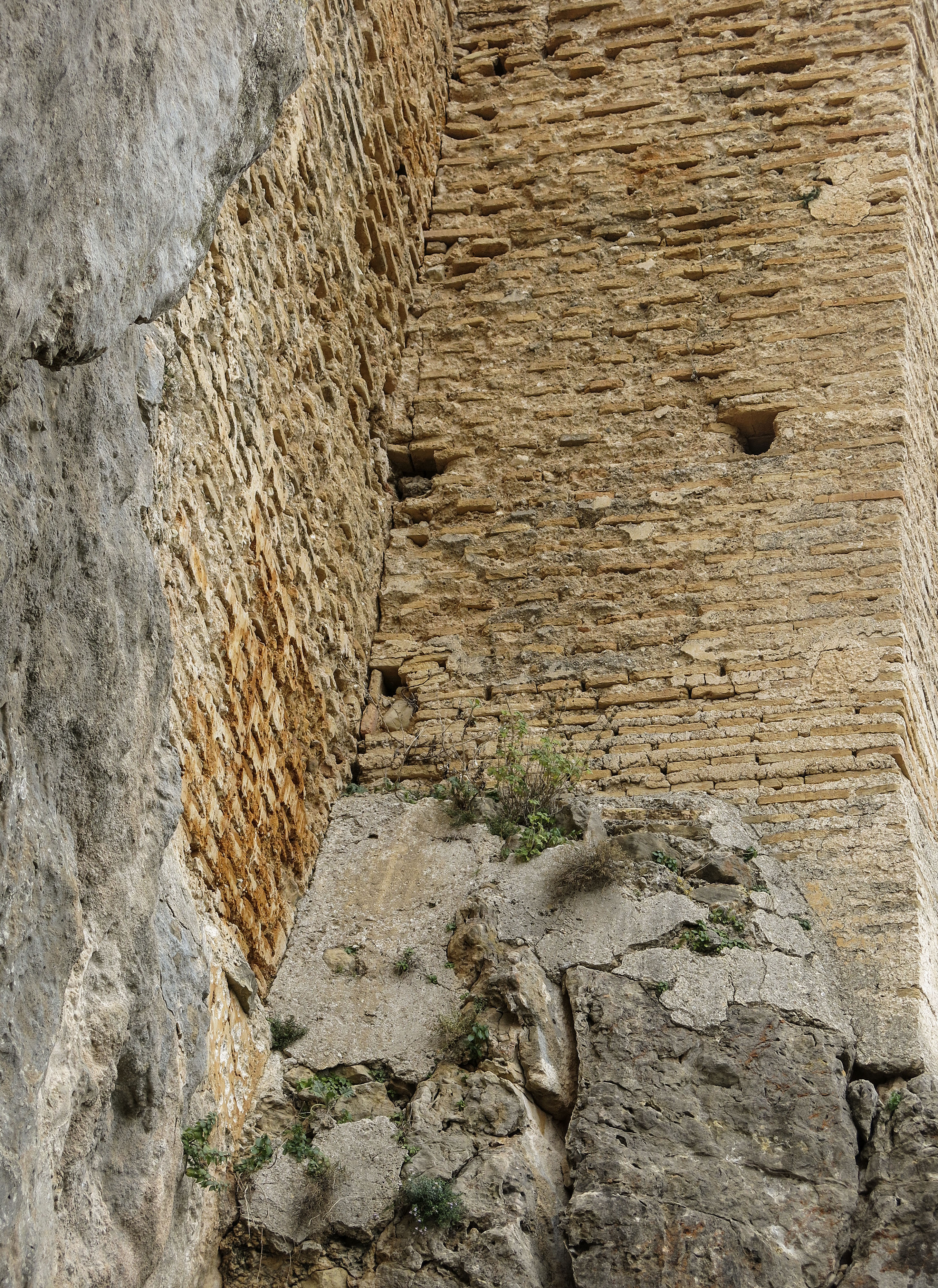